# Doctor Clayton
Pour les articles homonymes, voir Clayton.
Doctor Clayton (nom de scène de Peter Joe Clayton) était un chanteur, pianiste de blues américain, né à Atlanta, Géorgie, le 19 avril 1898, décédé à Chicago, Illinois, le 7 janvier 1947.